# Кенг-Кюйоль (Верхньовілюйський улус)
Кенг-Кюйоль (рос. Кенг-Кюёль) — село Верхньовілюйського улусу, Республіки Саха Росії. Входить до складу Сургулукського наслегу.
Населення — ненаселене (2010 рік).